# Thomas Karmasin
Thomas Karmasin (* 28. November 1962 in München) ist ein deutscher Politiker (CSU) und seit 1996 Landrat des Landkreises Fürstenfeldbruck.

## Leben
Karmasin besuchte das Max-Born-Gymnasium in Germering. Danach studierte er Rechtswissenschaften. Nach Beendigung seines Studiums war er unter anderem als wissenschaftlicher Mitarbeiter beim Deutschen Bundestag tätig. Im Anschluss praktizierte er mehrere Jahre als Rechtsanwalt in München.
Bei seiner Wahl zum Landrat des Landkreises Fürstenfeldbruck war Karmasin der jüngste Landrat Bayerns. Karmasin bekleidet das Amt seit dem 1. Mai 1996. Des Weiteren ist er seit 2008 Vorsitzender des Bezirksverbands Oberbayern im Bayerischen Landkreistag, seit 2011 Vorsitzender im Verfassungs- und Europaausschuss im Deutschen Landkreistag; von 2014 bis 2022 war er Erster Vizepräsident des Bayerischen Landkreistages und ist seit 4. Mai 2022 dessen Präsident.
Karmasin ist Vater zweier Kinder und wohnt in Eichenau.

## Auszeichnungen
- 2022: Bayerischer Verfassungsorden[3]